# Kai Künstler
Kai Künstler (* 1. Juni 1969 in Hamburg) ist ein ehemaliger deutscher Fernsehschauspieler.
Künstler wurde 1987 für die 2. Staffel der ZDF-Fernsehserie Ein Fall für TKKG verpflichtet. Er spielte dort die Hauptrolle des Tim, des Chefs der TKKG-Clique. Dies blieb der einzige Fernsehauftritt Künstlers, danach trat er nicht mehr in Erscheinung. 

## Weblink
- Kai Künstler bei IMDb

| Personendaten    | Personendaten                 |
| ---------------- | ----------------------------- |
| NAME             | Künstler, Kai                 |
| KURZBESCHREIBUNG | deutscher Fernsehschauspieler |
| GEBURTSDATUM     | 1. Juni 1969                  |
| GEBURTSORT       | Hamburg                       |